# Conspiració de la pólvora

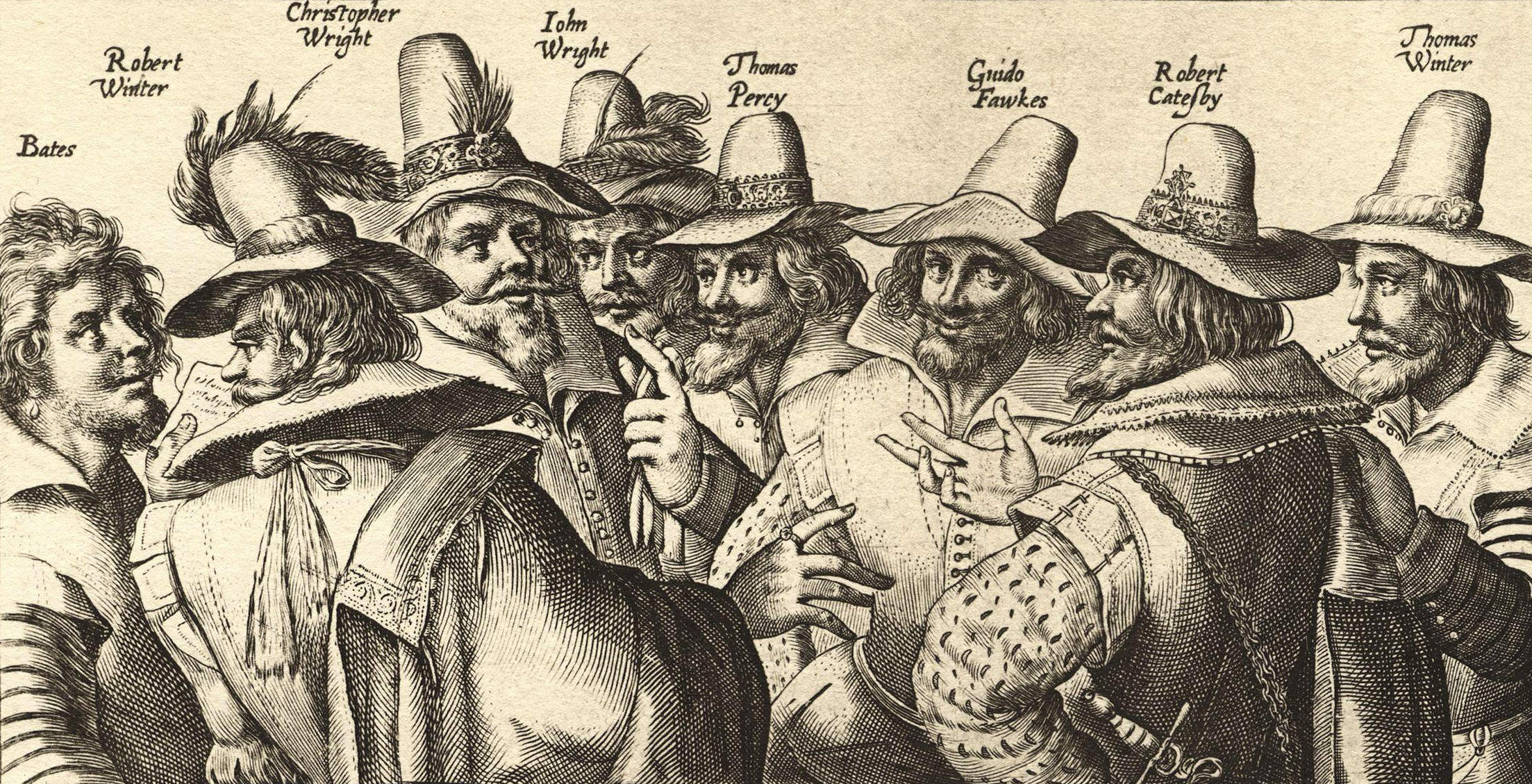
Dibuix amb els personatges de la conspiració

La conspiració de la pólvora fou una conspiració tramada per alguns catòlics anglesos durant el regnat de Jaume I d'Anglaterra i VI d'Escòcia, per fer volar el parlament el dia de la sessió inaugural, el 5 de novembre de 1605.

## Antecedents
Malgrat ser educat en el protestantisme, quan Jaume I va ascendir al tron d'Anglaterra després de la mort d'Elisabet I, els catòlics anglesos van dipositar alguna esperança en el monarca, ja que era fill de la catòlica Maria Stuard; aviat, tanmateix, van de perdre-la, quan el rei digué: Planteu a Irlanda, protestants, arranqueu de soca-rel els papistes i restareu tranquils. Llavors, Robert Catesby, de noble i rància família, irritat per haver vist iniquament arrabassat els seus béns, inicià el projecte de fer volar el Palau del Parlament quan hi fossin dintre Jaume I i la seva família.
Comunicà les seves intencions a alguns amics (van ser 12 els conjurats), entre els quals hi havia Guy Fawkes, exoficial consiferat intrèpid i capaç de les empreses més arriscades .

## Execució del pla
La primera diligència fou llogar (24 de maig de 1604) una finca, propietat de Whynniard, immediata al Parlament, amb un jardí que arribava fins al Tàmesi; però a penes assolit això, el govern exigí que se li cedís el local, per la qual cosa els treballs preparatoris per a la mina hagueren d'ajornar-se fins a sis mesos.
Abans de Nadal, l'obra del túnel arribava ja a la paret del palau de la casa dels lords i des de llavors avançà més a poc a poc per la dificultat que oferia obrir bretxa en aquella obra de maçoneria medieval. El març, emperò, es va saber que la bodega de la casa dels Lords podia llogar-se i, en efecte, la llogaren i després començaren a introduir barrils de pólvora. Fawkes era l'encarregat de posar foc a la metxa. Per desgràcia per als conjurats i havia entre ells un jove, Tresham, cunyat de lord Mounteagle i par catòlic del Parlament, a qui el jove conjurat volgué salvar de la catàstrofe, no obstant l'entusiasme amb el qual havia entrat en la conjuració.
En efecte, deu dies abans del 5 de novembre de 1605, data assenyalada per l'obertura del Parlament i, per tant, de l'explosió, lord Mounteagle rebé un anònim, de lletra desconeguda, que un emmascarat donés a un dels mossos del lord: Si estimeu la vida, deia l'escrit, us aconsello que cerqueu qualsevol excusa per endarrerir la vostra presència en el Parlament: doncs Déu i els humans es disposen a castigar la perversitat del segle. No menyspreeu aquest consell que us pot ser beneficiós i que no pot causar-vos cap mal. Mounteagle donà a llegir l'estrany avís al comte de Salisbury, Robert Cecil, el qual el donà al rei.
Aquest, a qui les contínues conspiracions havien tornat molt suspicaç, endevinà, contra el parer del seu Consell, el qual opinava que s'havia de menysprear l'avís, que es tractava d'una explosió subterrània. Manà, en conseqüència, a diversos mossos del palau que enregistressin els soterranis del palau de Westminster, i hi sorprengueren Fawkes, que anava amb una llanterna a ultimar els preparatius per a l'explosió de l'endemà, i li trobaren a les butxaques metxes i altres utensilis per encendre el foc. A més, en un magatzem de carbó de sota el palau, descobriren 36 barrils de pólvora amagats amb feixos i destinats a fer volar, durant la sessió, l'edifici, i sepultar en les ruïnes el rei i la seva família, tots els lords i individus de la cambra dels Comuns.
Guy Fawkes, en veure's descobert, es negà a revelar els noms dels conjurats, lamentant-se solament del fracàs del seu foll intent, sense proferir una paraula tan sols que pogués comprometre els seus còmplices. No obstant això, el temor al turment el decidí a descobrir-los. Llavors, es va saber que a més de Catesby es comptaven entre els conjurats Digby i Percy, de la il·lustre casa dels Northumberland.

## Conseqüències
En ser detingut Fawkes, també es va saber que els conspiradors havien reclutat un exèrcit de descontents i que es proposaven apoderar-se dels fills del rei i cridar als espanyols dels Països Baixos.
En veure avortada la conspiració, la major part dels conjurats fugiren al comtat de Warwick, on s'havia dirigit ja un dels caps de la conspiració, Everard Digby, amb la intenció de revoltar el país. Atacats per les tropes reials, uns moriren amb les armes a la mà després de viva resistència; d'altres moriren en el suplici. També foren condemnats a mort i executats els dos jesuïtes, el pare provincial Garnet i Oldcorne, acusats de complicitat amb la conspiració.
A jutjar pels documents que sobre aquest fet existeixen, no pot dubtar-se que l'acció inductiva dels jesuïtes, en aquest atemptat, fou un recurs inventat pel govern anglès per justificar la repressió contra el catolicisme en la persona dels pares Garnet i Oldcorne. Que els jesuïtes eren enemics de tot acte de violència ho prova, entre altres coses, una carta del mateix Garnet (29 d'agost de 1604), en què diu als seus superiors de Roma, que molts catòlics s'han distanciat d'ells (els jesuïtes) perquè ells s'oposen als actes de violència.
A més, amb ocasió d'una baralla provocada a Gal·les (21 de març de 1605), Garnet havia assolit una carta de Roma, ordenant-li a ell i al clergue Blackwell, in mandato Papae, que evitessin, per tots els mitjans a la mà, tota conspiració dels catòlics en contra del govern. Respecte a les relacions de Catesby amb el pare Garnet des del maig de 1604, en què per primera vegada revela el conspirador ser enemic del govern, el jesuïta no cessà un moment de treballar en el sentit d'apartar-lo del camí de la violència que volia seguir; per la qual cosa, Catesby cercà un altre consell en el pare Greenway i aquest proposà el cas al pare Garnet (segons la facultat que en confessió li donà Catesby), el qual conjurà Greenway perquè fes tot el que tingués a la mà per apartar el seu confés del seu intent, intimidació a la qual obeí Greenway tan en absolut que, segons ell mateix declarà solemnement, havia posat en això tanta fe, com si es tractés de la vida del mateix papa (Apologia, 258).
El gran interès del govern anglès a provar que la intervenció de Greenway i Garnet havia estat fora del secret de confessió, ho proven les paraules de William Waade, tinent de la Torre, on estava tancat el jesuïta, escrites amb data del 4 d'abril de 1606: Posaré en joc tots els mitjans perquè reconeix-hi... que el raonament que va tenir amb Greenway no fou sota secret de confessió. De moment, l'he obligat a dir que ell havia imaginat que allò parlat era una confessió, malgrat que Grenway havia entès que realment era així (The Month, juliol de 1901).